# فراموشش کن (فیلم ۲۰۰۶)
فراموشش کن (به انگلیسی: Forget About It) فیلمی محصول سال ۲۰۰۶ و به کارگردانی بی‌جی دیویس است. در این فیلم بازیگرانی همچون برت رینولدز، رابرت لوجا، چارلز دارنینگ، راکل ولش، ریچارد گریکو، تیم تامرسون، فیلیس دیلر و یوآنا پاتسوا ایفای نقش کرده‌اند.